# ウェイン・ホーヴィッツ
ウェイン・ホーヴィッツ（Wayne Horvitz、1955年9月1日-）は、アメリカ出身の作曲家、キーボーディスト、レコード・プロデューサーである。1980年代のダウンタウン・シーンや、1990年代のニューヨークでジョン・ゾーンのネイキッド・シティに協力したことにより注目を集めた。ホーヴィッツはそれ以来、いくつかの進行中のグループを持ち、コーニッシュ芸術大学の作曲担当副教授として働いていたワシントン州シアトルに移住している。

## 来歴
ウェイン・ホーヴィッツ（異端のジャンルにおける異端者）は、ザ・プレジデント、ピッグペン、ゾニー・マッシュ、そして4+1アンサンブルといったグループを率いてきた。レコーディングやパフォーマンスを共にしてきたのは、ジョン・ゾーン、ビル・フリゼール、エリオット・シャープ、ダニー・バーンズ、タッカー・マーティン、ブッチ・モリス、フレッド・フリス、ジュリアン・プリスター、フィリップ・ウィルソン、マイケル・シュリーヴ、カーラ・ブレイ、ティモシー・ヤング、ボビー・プレヴァイト、スケーリック、ダグラス・セプテンバーほか。おそらくバンド、ネイキッド・シティのキーボード奏者としてよく知られている。また、ワールド・サキソフォン・カルテット、ヒューマン・フィール、マーティー・アーリック、フォンテラ・バス、ザ・リビング・デイライツ、ビル・フリゼール、エディ・パルミエリのレコードをプロデュースしている。
作曲家として、ニューヨークの劇場であるザ・キッチン、クロノス・カルテット、ブルックリン音楽アカデミー、ニュー・ワールド・レコード、Seattle Chamber Playersとイアーショット・ジャズ（Earshot Jazz・シアトルのジャズ非営利団体）から委託を受けている。また、ホーヴィッツは、ミート・ザ・コンポーザー、国立芸術基金、ニューヨーク州芸術評議会、メリー・フラッグラー・キャリー・トラスト、シアトル芸術委員会、リラ・ウォーレス・リーダーズ・ダイジェスト・ファンド、米国アーティスト基金といった各団体から委託助成金を受けている。2002年には、シアトルで2004年10月に初演された室内楽オーケストラと声楽のための新しい作品「ジョー・ヒル（Joe Hill）」を創作するためにロックフェラーMAP助成金が授与された。2003年の作品で、弦楽四重奏団とソリストのためにつくられた「Whispers, Hymns and a Murmur」は、シアトルシティ・アーティスト助成金の一部を拠出して、2004年3月に初演された。この作品と以前の弦楽四重奏曲「Mountain Language」がまとめられて、『Whispers, Hymns and a Murmur』のタイトルでTzadikレーベルからリリースされた。最新の弦楽四重奏曲「この栄光の丘（These Hills of Glory）」は、4Culture（非課税公共開発局）と市長芸術文化局の支援を受けて委嘱された。タッカー・マーティンとのコラボレーション、Mylabは、「ザ・ニューヨーカー」誌とAmazon.comのジャズ部門で、2004年のトップ10 CDリストに載った。2005年2月には、イアーショット・ジャズから「コンサート・オブ・ザ・イヤー」のGolden Ear賞を受賞した。
演劇と舞踊のための作品としては、シアトルのACT劇場で1998年に制作された『セールスマンの死』（ゴードン・エデルスタイン演出）のための音楽が含まれるほか、エズラ・パウンド『エレクトラ』のプロデュース、ハロルド・ピンター『山の言葉（Mountain Language）』のアメリカ初演（いずれもキャリー・パーロフ演出による）などがある。1992年に振付師のポール・テイラーは、ホワイト・オーク・ダンス・カンパニーと協力し、ウェイン・ホーヴィッツによる11のコンポジションで新作『OZ』を制作した。他の劇場や舞踊の作品には、ビル・アーウィンのブロードウェイ・ショー「Strictly NY」の音楽、そしてリズ・ラーマン・ダンス・エクスチェンジ、Ammi Legendre、Nikki Apino、House of Dames、Crispin Spaeth Dance Companyの制作が含まれる。
ホーヴィッツは、様々なビデオ、映画、テレビ、その他のマルチメディア・プロジェクトのため音楽を作曲している。その中には、PBSの「Chihuly Over Venice」の全長スコア、シアトルにあるEMP博物館の作成に関する2つの映画という、ガス・ヴァン・サント監督の2つのプロジェクトが含まれている。2000年1月、ポルトガルのポルトで、2台のピアノ、2本のクラリネット、そしてバイオリンのためのチャーリー・チャップリンの映画『サーカス』に付けられた85分のスコアが初演された。
2007年4月現在、ホーヴィッツはGravitas Quartet、Sweeter Than The Day、Varmintなどで活動している。2011年12月、ホーヴィッツはシアトル・コロンビアシティにあるライブ・ミュージック会場、ロイヤル・ルーム（Royal Room）をオープンした。

## ディスコグラフィ

### リーダー・アルバム
- No Place Fast (1979年)
- Simple Facts (1981年)
- Dinner at Eight (1985年)
- 『ジス・ニュー・ジェネレイション』 - This New Generation (1985年)
- Monologue (1997年)
- Film Music 1998-2001 (2002年)

ウェイン・ホーヴィッツ 4+1アンサンブル (+ レジー・ワッツ、エイヴィン・カン、ジュリアン・プリエスター、タッカー・マーティン)
- 『4+1アンサンブル』 - 4+1 Ensemble (1998年)
- 『フロム・ア・ウィンドウ』 - From a Window (2001年)

ウェイン・ホーヴィッツ Gravitas Quartet  ( + ロン・マイルス、ペギー・リー、サラ・シェーンベック)
- Way Out East (2006年)

ウェイン・ホーヴィッツ Sweeter Than the Day ( + ティモシー・ヤング、キース・ロウ、アンディ・ロス)
- American Bandstand (2000年) ※Foreverとして再リリース
- Sweeter Than the Day (2001年)
- Live at the Rendezvous (2005年)

ピッグペン (ウェイン・ホーヴィッツ、ブリガン・クラウス、フレッド・シャルノー…)
- Halfrack (1993年)
- 『V・アズ・イン・ヴィクティム』 - V as in Victim (1993年)
- Miss Ann (1993年)
- Live in Poland (1994年)
- Daylight (1997年)

ザ・プレジデント (ウェイン・ホーヴィッツ、ボビー・プレヴァイト、デイヴ・セウェルソン、ケヴィン・コスグローヴ、ジョー・ギャラン / ステュ・カトラー、ダグ・ウィーゼルマン、デイヴ・ホフストラ)
- The President (1987年)
- 『ブリング・ユア・カメラ』 - Bring Yr Camera (1988年)
- 『ミラクル・マイル』 - Miracle Mile (1992年)

ゾニー・マッシュ (ウェイン・ホーヴィッツ、ティモシー・ヤング、フレッド・シャルノー / キース・ロウ、アンディ・ロス、ブリガン・クラウス)
- Cold Spell (1997年)
- Brand Spankin' New (1998年)
- Upper Egypt (1999年)
- Live in Seattle (2002年)
- Farewell Shows - Seattle, WA (2004年)
- Live at the Royal Room (2012年)

### 共同リーダー・アルバム
ウェイン・ホーヴィッツ、ブッチ・モリス、ウィリアム・パーカー トリオ
- Some Order, Long Understood (1982年)

ウェイン・ホーヴィッツ、ブッチ・モリス、ボビー・プレヴァイト トリオ
- Nine Below Zero (1987年)
- Todos Santos (1988年)

ウェイン・ホーヴィッツ / ロン・サムワース / ペギー・リー / ディラン・ヴァン・ダー・シフ
- Intersection Poems (2005年)

Mylab (タッカー・マーティン、ウェイン・ホーヴィッツ…)
- Mylab (2004年)

ニューヨーク・コンポーザーズ・オーケストラ (ウェイン・ホーヴィッツ、ハーブ・ロバートソン、スティーヴン・バーンスタイン、マーティー・アーリック、レイ・アンダーソン、ロビン・ホルコム…)
- NY Composers Orchestra (1990年)
- First Program in Standard Time (1992年)

ポンガ (ウェイン・ホーヴィッツ、デイヴ・パーマー、ボビー・プレヴァイト、スケーリック) 
- 『ポンガ』 - Ponga(1998年)
- 『サイコロジカル』 - Psychological (2000年)

ザ・ソニー・クラーク・メモリアル・カルテット (ジョン・ゾーン、ウェイン・ホーヴィッツ、レイ・ドラモンド、ボビー・プレヴァイト)
- 『ヴードゥー』 - Voodoo (1985年)

ジョン・ゾーン、エリオット・シャープ、ボビー・プレヴァイト、ウェイン・ホーヴィッツ
- Downtown Lullaby (1998年)

ドナルド・ルビンスタイン、ウェイン・ホーヴィッツ＆ゾニー・マッシュ
- A Man Without Love (1998年)

### 参加アルバム
ボビー・プレヴァイト
- Empty Suits (1990年)
- Slay the Suitors (1993年)

### 作曲作
- Seattle Chamber Players - Otis Spann and Other Compositions, 2001年
- クロノス・クァルテット - Whispers, Hymns and a Murmur, Tzadik, 2006年